# Antaisaka
De Antaisaka, ook wel Antesaka, Tesaka, of Tesaki genoemd, is een etnische groep in Madagaskar.

## Verspreiding en geschiedenis
De geschiedenis van de Antaisaka begint bij het Menabe-koninkrijk van de Sakalava, een etnische groep in het westen van Madagaskar. In de 17e eeuw werd de prins Repila geboren. Volgens een aantal legendes veranderde Repila zijn naam later in Andriamandresy en vervolgens in Ihazorango. Als prins ambieerde hij de kroon van Menabe, dus veranderde hij zijn naam voor de derde keer in Andriamandresiarivo, een naam die door het voorvoegsel Andria alleen koningen mogen dragen. Zulk een arrogantie werd door het volk niet geaccepteerd en zij verkozen zijn jongere broer als koning. Andriamandresiarivo werd woedend en probeerde het rijstveld van zijn oom te bemachtigen. In het gevecht dat daarop volgde doodde Andriamandresiarivo zijn oom, waarop de koningin hem verbande uit het Menabe-koninkrijk.
Rond het midden van de 17e eeuw trok Andriamandresiarivo met zijn soldaten en slaven naar de oostkust van Madagaskar en stichtte daar het Antaisaka-koninkrijk in het tegenwoordige Atsimo-Atsinanana, een van de regio's van Madagaskar. In het begin van de 18e eeuw groeide het Antaisaka-koninkrijk uit tot het vierde grootste koninkrijk van Madagaskar, ondanks herhaalde conflicten tussen de Antaisaka-monarchen betreft de troonopvolging.
Het Merina-koninkrijk maakte echter in de 19e eeuw een eind aan het koninkrijk van de Antaisaka. Veel mannen werden vermoord en meer dan een miljoen vrouwen en kinderen werden als slaaf naar de centrale hooglanden versleept. Na de kolonisatie van Madagaskar aan het einde van de 19e eeuw trokken veel Antaisaka op verzoek van de Franse regering naar andere regio's om daar als contractarbeider te werken. Na de onafhankelijkheid in 1960 bleven veel van hen daar. Tegenwoordig leeft nog maar 60% van de Antaisaka in hun oorspronkelijk gebied.

## Economie
De Antaisaka aan de kust leven overwegend van de visvangst. De Antaisaka die meer landinwaarts wonen zijn overwegend landbouwers, ze verbouwen rijst, koffie, suiker, kokosnoten en bananen. Er wordt een strikt onderscheid gemaakt bij de taakverdeling tussen mannen en vrouwen. Rijst wordt bijvoorbeeld traditioneel enkel door de vrouwen geoogst.

## Religie en cultuur
De meeste Antaisaka zijn animisten. Net als de meeste Malagassiërs beoefenen ze voorouderverering en spiritisme. Ze kennen drie hoofdgoden, de scheppergod Andriananahary, Andriamanitra, de 'Koning van de Hemel' en Zanahary, de 'Hoge God'. Naast deze goden nemen de razana ook een grote plaats in in hun leven. Dit zijn volgens hen de geesten van hun overleden voorouders, die een grote invloed op het leven van zijn familieleden kan hebben.

### Tranondonaky
Na het overlijden van een familielid wordt het lijk eerst twee tot drie jaar gedroogd. Daarna volgt een variant van de traditionele famadihana: een ceremonie die zijn oorsprong vindt bij de Merina en waarbij het lijk van een nieuw doodskleed wordt voorzien. De Antaisaka noemen hun ceremonie tranondonaky. Het lijk wordt eerst naar een speciale hut gedragen. Op een vooraf afgesproken signaal beginnen de vrouwen te huilen, maar na een volgend signaal gaan ze juist dansen. De mannen komen een voor een in de hut en bevestigen munten met een speciaal soort olie aan het lijk. De kinderen van de familie dansen de gehele nacht door. In de ochtend wordt het lijk in een nieuw doodskleed gewikkeld en door de mannen naar de kibory gebracht, een gemeenschappelijk graf dat diep in de bossen ligt. Alleen mannen mogen de grond rond de kibory die ze ala fady noemen betreden. Het lijk wordt begraven waarbij de mannen het lijk vragen om hen niet lastig te vallen in de toekomst. Veel Malagassiërs geloven namelijk dat iemand na zijn dood meteen toetreedt tot het rijk van de razana.

### Fady
Het leven van de Antaisaka wordt, net als bij de meeste Malagassiërs, beheerst door fady: een uit bijgeloof ontsproten verbod op bepaalde handelingen. Zo hebben de Antaisaka in de oostelijke muur van hun woning een speciale deur die alleen wordt gebruikt om het lijk van een overleden familielid naar buiten te dragen. Net als bij de Antambahoaka zijn tweelingen fady. Traditioneel worden pasgeboren tweelingen na hun geboorte gedood of achtergelaten in het bos. De regering heeft dit gebruik verboden, maar in sommige dorpen komt dit gebruik nog steeds voor.